# Filz (Eifel)
Filz is een plaats in de Duitse deelstaat Rijnland-Palts, en maakt deel uit van de Landkreis Cochem-Zell.
Filz telt 87 inwoners.

## Bestuur
De plaats is een Ortsgemeinde en maakt deel uit van de Verbandsgemeinde Ulmen.
Alf ·
Alflen ·
Altlay ·
Altstrimmig ·
Auderath ·
Bad Bertrich ·
Beilstein ·
Beuren ·
Binningen ·
Blankenrath ·
Brachtendorf ·
Bremm ·
Briedel ·
Brieden ·
Briedern ·
Brohl ·
Bruttig-Fankel ·
Büchel ·
Bullay ·
Cochem ·
Dohr ·
Dünfus ·
Düngenheim ·
Ediger-Eller ·
Ellenz-Poltersdorf ·
Eppenberg ·
Ernst ·
Eulgem ·
Faid ·
Filz ·
Forst (Eifel) ·
Forst (Hunsrück) ·
Gamlen ·
Gevenich ·
Gillenbeuren ·
Greimersburg ·
Grenderich ·
Hambuch ·
Haserich ·
Hauroth ·
Hesweiler ·
Illerich ·
Kaifenheim ·
Kail ·
Kaisersesch ·
Kalenborn ·
Kliding ·
Klotten ·
Landkern ·
Laubach ·
Leienkaul ·
Lieg ·
Liesenich ·
Lütz ·
Lutzerath ·
Masburg ·
Mesenich ·
Mittelstrimmig ·
Möntenich ·
Moritzheim ·
Moselkern ·
Müden (Rijnland-Palts) ·
Müllenbach ·
Neef ·
Nehren ·
Panzweiler ·
Peterswald-Löffelscheid ·
Pommern ·
Pünderich ·
Reidenhausen ·
Roes ·
Sankt Aldegund ·
Schauren ·
Schmitt ·
Senheim ·
Sosberg ·
Tellig ·
Treis-Karden ·
Ulmen ·
Urmersbach ·
Urschmitt ·
Valwig ·
Wagenhausen ·
Walhausen ·
Weiler ·
Wirfus ·
Wollmerath ·
Zell ·
Zettingen